# Atenció de llarga durada
L'atenció de llarga durada, o atenció a la dependència, és l'atenció social o sanitària que és donada a les persones en situació de dependència funcional. Consisteix en una sèrie de serveis individualitzats coordinats per a un llarg termini que promouen l'autonomia personal i maximitzen la qualitat de vida del pacient en tots els aspectes (físic, mental i social).

## Història
El fenomen de la dependència ha existit sempre en la història de la humanitat però es generalitza en les societats postmodernes, pel que la seua generalització és un fet modern. Davant aquesta situació, aquest problema demana un espai públic propi a la protecció social. La protecció per a les persones en situació de dependència és una part de l'Estat del Benestar. Les Nacions Unides, el Consell d'Europa i la Unió Europea han emès documents respecte la dependència.
Per a entendre el fenomen de la dependència i la seua atenció, cal contextualitzar-ho amb la situació d'envelliment global que ve ocorrent d'ençà el segle XX i l'evolució del concepte de salut pública.
La salut pública va ser redefinida a la Declaració d'Ottawa de 1986, en la qual es definia la "salut pública amb relació a la satisfacció de les aspiracions personal i a la interacció amb l'entorn que pot considerar-se el fonament de la nova Classificació Internacional del Funcionament, de la Discapacitat i de la Salut (CIF) del 2001". Aquesta classificació tindria un paper molt influent en les Recomanacions del Consell d'Europa del 2002.
L'envelliment global esdevení una preocupació per als estats, especialment els estats compromesos amb instruments internacionals, com són els que provenen de les Nacions Unides, del Consell d'Europa i de la Unió Europea. Així, el 1982 es va fer a Viena una reunió organitzada per les Nacions Unides on es tractà el tema. Més endavant, es va fer una segona Assemblea Mundial el 2002. En aquesta assemblea es va parlar de la dependència funcional i la seua atenció.
En els papers preparatoris de la Segona Assemblea es parlava de la dependència funcional de les persones envellides. En aquest papers van tindre una aportació molt important l'Organització Internacional del Treball (OIT), l'Associació Internacional de la Seguretat Social (AISS) i l'Organització Mundial de la Salut (OMS). Els distints informes coincidien en la importància que tenien les atencions informals i que hi havia una necessitat d'establir una protecció social per a les persones en aquesta situació. L'OIT destacà el paper de la tasca invisible de les dones en l'atenció familiar dels dependents, l'AISS va defendre que els cuidadors informals, majoritàriament dones, havien de tindre garantida una protecció social i sanitària i l'OMS considerà diverses mesures per a açò. Tant l'AISS i l'OMS defenien augmentar la participació en la força de treball i d'invertir la tendència a la jubilació anticipada.
El paper rellevant de l'entorn en la dependència va ser explicitat al Pla d'Acció de Madrid (eix de la Segona Assemblea). Aquest pla defensa tres pilars bàsics: integrar la gent major en la societat mitjançant l'atenció familiar i el voluntariat, entre d'altres; fomentar la salut i el benestar en la vellea fent polítiques de prevenció i crear un entorn propici i favorable. Aquest pla va ser tractat en la Conferència Ministerial de Berlín de l'11 al 13 de setembre de 2002, des d'on va marcar les polítiques d'envelliment i dependència funcional.
Molts països van implantar serveis d'assistència comunitària, els quals eren més econòmics. Aquests serveis, però, augmenten la càrrega de les atencions als familiars, principalment dones, alhora que les polítiques de treball tendeixen que la dona estiga el màxim temps possible al seu lloc de treball perquè costegen la seua pensió, el que implica un conflicte.

### Europa
El Consell d'Europa va crear les Recomanacions en els anys setanta. Els elements que es consideraven en aquests documents van seguir vigents fins i tot trenta-cinc anys després, com és l'atenció a domicili i altres mecanismes de cobertura econòmica.
Durant els anys setanta del segle XX s'inicià a països nòrdics un model d'atenció a la dependència com a resposta a la dona treballadora en el qual se socialitzava la responsabilitat. Amb açò es trencaria el model en el qual la responsabilitat queia en la família de manera quasi exclusiva en la mestresa de casa. El canvi generalitzat vindria en els anys vuitanta a Europa amb els canvis ideològics de la dècada anterior: s'instauraren polítiques d'atenció de llarga durada davant l'envelliment de la població en les quals l'atenció aquesta consistiria en "un conglomerat de pràctiques familiars variades, una intervenció extensa de l'Estat (universalització o cobertura d'unes prestacions bàsiques per a tots els ciutadans) i una creixent assumpció del risc pels individus mitjançant els seus propis recursos (amb el suport de la despesa fiscal de l'Estat)." Cada resposta de l'estat varia segons el tipus d'Estat del benestar que seguia i les seues tradicions culturals i institucionals. Durant els anys noranta la Unió Europea impulsà el seu model de polítiques i programes d'atenció a la dependència.
La Recomanació (1991) núm. 2 suggereix que les persones assistents en el marc familiar o de voluntariat haurien de tindre cobertes unes prestacions socials com la malaltia, invalidesa o vellea. Aquesta recomació repercutí sobre la legislació europea.
La Recomanació (1998) núm. 9 donà una definició específica de la dependència i suggerí que tinguera una protecció complementària, en forma de serveis o pecunària, en tot cas a la seua llar. La definició va anar completant-se en posteriors documents, aproximant-se a la de la nova CIF.
Per efectes de la Primera Assemblea Mundial, el Parlament Europeu tractà el problema de l'envelliment. La Carta dels drets socials fonamentals dels treballadors de 1989 es dirigia a les persones majors i jubilades perquè tingueren garantides uns mínims assistencials i recursos.
Des dels noranta del segle xx, les accions dirigides a aquest col·lectiu es multiplicaren: la Comissió sobre les persones d'edat avançada (1990) provocà que el s'establiren dos decisions (una de 26 de novembre de 1990 i altra de 24 de juny de 1992). També es feren resolucions i informes al respecte, destacant la comunicació "Cap una Europa per a totes les edats" (1999).
L'estratègia de Lisboa de 2000 va quedar plasmada a l'Informe de la Comissió de Política Econòmica de 2001 "El futur de l'assistència sanitària i de l'atenció a les persones majors: garantir l'accessibilitat, la qualitat i la sostenibilitat financera". Aquesta estratègia suggeria nous mecanismes de finançament per a malalts, invàlids i col·lectius concrets com els dependents. El 2002, es va organitzar el Consell de Barcelona, a partir de la qual es va fer una enquesta a cada estat membre per a intercanviar bones pràctiques. El qüestionari va resultar útil. Amb el temps, la inclusió de nous membres dificulta fins a impossibilitar l'execució de l'estratègia de Lisboa.
La Comissió Europea encarregà el 1996 un estudi que analitzara els sistemes de protecció cap a les persones dependents als estats membres i Noruega. Des de 1998, els informes de la Comissió Europea tenen un capítol dedicat a la protecció social. A Europa, la dependència funcional va ser un problema que era tractat cada vegada més per les legislacions dels distints països. La concepció de la dependència funcional era variada, considerant uns que era un risc que podia aparèixer en qualsevol moment de la vida i considerant altres que era un risc associat a l'envelliment.
La Recomanació AP (2003) núm. 1591 del Consell d'Europa defensà que la despesa pública havia de contindre's i alhora el model social com a fonament d'una Europa estable. La Recomanació AP (2004) núm. 1661 torna a insistir que es reconega el treball dels cuidadors familiars.
Dades del 2003, mostrava que la despesa en atenció de llarga durada dins de la despesa sociosanitària als països europeus era creixent.
Als països nòrdics, es preveia ja en 2005 la cobertura de llarga duració, debatent el finançament. En canvi, els països d'Europa Central Alemanya, Àustria i Luxemburg van establir un sistema de protecció específic dins del sistema de seguretat social. Els països del Sud d'Europa, en canvi, no estaven formulant solucions concretes.
A la Unió Europea, el sistema de cures de les persones dependents majoritàriament informal i subsidiàriament assistencial basant en el treball no remunerat de la dona qui cuida i un sistema assistencial que s'ocupa de persones sense recursos. Alhora hi ha un creixement de l'oferta pública i privada que permet l'accés a persones amb nivells de renda alts. En el cas dels països mediterranis, les dones són la immensa majoria qui s'encarrega del treball de cuidar, al contrari que als altres països europeus on la proporció de dones cuidadores no és tan immensa.

#### Alemanya
A Alemanya es van considerar diverses possibilitats: cobertura universal finançada mitjançant impostos, extensió del segur de salut, assegurança privada o una branca específica. Aquesta última va ser l'elegida. Es creà una nova assegurança social vinculada a l'assegurança de malaltia. Aquest sistema d'ajuda als dependents es va cristal·litzar amb la Llei del Segur de Cures de 26 de maig de 1994, que s'implantà en dos etapes: l'assistència a domicili primer (1 d'abril de 1995) i l'assistència en règim intern després (l1 de juliol de 1996). La quasi totalitat de la població alemanya està coberta per aquesta assegurança.
Alemanya establí la protecció social dels cuidadors quan el beneficiari opta pel segur de la Llei de Segur de Cures de 1994. També gaudeix del segur d'accidents sense haver de cotitzar abans, de cursos de formació, serveis de descans (cobrant 1.432 euros i durant un descans màxim de 28 dies per a substituir al cuidador en cas de vacances o malaltia) i el subsidi addicional per demència.

#### Àustria
A Àustria, el govern federal s'encarrega de la sanitat mentre que els governs regionals s'encarreguen dels serveis socials. El 1993 entrà el subsidi d'assistència (Pflegegeld), millorant la coordinació sociosanitària.
Es creà un segur específic per a finançar l'atenció als dependents. Adoptà mesures de suport per als cuidadors similars a Alemanya.

#### Bèlgica
Bèlgica va fer esforços per coordinar l'atenció sociosanitària mitjançant la col·laboració dels distints serveis. Per als professionals sanitaris, establí un entrenament continuat i una avaluació dos vegades a l'any mitjançant els Grups Locals per a Avaluació Mèdica que publiquen un informe anual. Tot açò és coordinat pel COnsell Nacional per a la promoció de la qualitat.

#### Dinamarca
A Dinamarca, la integració sociosanitària en l'accés a les prestacions va experimentar dificultats freqüents per la diferència entre el personar d'assistència social i el de sanitària (aquest molt qualificat) i els diferents nivells de govern (el govern central determina el marc legal i el finançament i els governs regionals i municipals s'encarreguen del proveïment dels serveis).
Abans de la reforma de l'1 de gener de 2007, setze comtats es responsabilitzaven de la sanitat i dos-cents cinquanta-cinc s'encarregaven dels serveis socials. Després, el nombre de municipis encarregats de l'atenció de llarga durada va ser reduït a 99, encarregant-se a més de finançar-la mitjançant impostos i dels pressupostos estatals. Les regions actuals s'encarreguen dels serveis sanitaris, concretament dels hospitals.
És un dels països de l'OCDE que lidera en atenció de llarga durada.

#### Espanya
La cura de les persones dependents a Espanya va tindre un abans i un després amb la Llei de Dependència de 2006. Abans de la llei, les ajudes eren insuficients i dispars.

#### Finlàndia
És un dels països de l'OCDE que lidera en atenció de llarga durada.

#### França
A França es va aprovar una llei per a incloure l'ajuda a les persones dependents com una ajuda social després d'anys de debats. La Llei de 24 de gener de 1997 creà una prestació específica en el nivell assistencial, de manera que el seu finançament era descentralitzat. Açò provocà desigualtats als diferents departaments. Per això, es va aprovar la Llei 2001-647 de 20 de juliol. Més endavant, el finançament de la prestació personalitzada d'autonomia es va consolidar amb la Llei relativa a la solidaritat per a l'autonomia de les persones envellides i les persones discapacitades de 30 de juny de 2004.

#### Luxemburg
S'establí un segur específic per a finançar l'atenció als dependents. Adoptà mesures de suport per als cuidadors similars a Alemanya.

#### Noruega
Noruega establí una compensació per als cuidadors informals per una mitja de 3 a 10 hores setmanals.

#### Països Baixos
Als Països Baixos els criteris de qualitat depenen principalment dels professionals mèdics sense quasi control per part del govern. La Inspecció sanitària (Inspectie voor de Gezondheidszorg, IGZ) supervisa tot.
La Conferència de Leidschenham formulà una política de qualitat nacional el 1990 que es traduí en dos lleis: Wet op de beroepen in d'individuele gezondheidszorg BIG (1990), dirigida als professionals sanitaris, i la Kwaliteitswet Zorginstellingen KZI (1996), dirigida a la qualitat dels centres d'assistència.
És un dels països de l'OCDE que lidera en atenció de llarga durada.

#### Regne Unit
Al Regne Unit, els cuidadors poden rebre ajudes pecuniàries si proven un límit d'ingressos i una dedicació de 35 hores setmanals i sota el requisit d'estar cuidant una persona beneficiària del subsidi d'assistència per a majors de 65 anys.

#### Suècia
Davant la creixent demanda ocorreguda a Suècia, el govern creà la tardor de 2004 la Comissió Passos per a la Competència (Kompetensstegen), que durà tres anys, i es dedicava a finançar projectes de l'àmbit municipal.
Suècia fou el primer país a establir salaris i seguretat social per als cuidadors familiars. També establí subsidis i permisos laborals remunerats per als cuidadors informals.
És un dels països de l'OCDE que lidera en atenció de llarga durada. La despesa pública en aquesta servei era en 2014 del 3,2% del PIB, superant per molt de marge la mitja de la OCDE i superat solament per Finlàndia i els Països Baixos. El seu model d'atenció a la dependència es caracteritza per una elevada cobertura.

### Canadà
Les reformes fetes al sistema de sanitat, que des de 1968 és universal, implicaren que de 1984 a 1998 les persones d'edat avançada que rebien atenció comunitària augmentara. La Llei sanitària de 2002 establí que es poguera subcontractar serveis no clínics (neteja, cuina) per a pacients externs en emergències o en situació de dependència.
La província d'Ontario té un Ministeri de Salut i Atenció de llarga durada que ofereix assistència a domicili i residencial.
El Ministeri de Salut de British Columbia dona als familiars una quantitat de diners per les atencions fetes a la llar.
El 2006, una part important de l'atenció a la dependència estava feta per familiars i amics dels dependents d'entre 45 i 54 anys (generació sandwich). Compaginaven amb la feina aquesta tasca, destacant que les dones s'acollien més als treball de temps parcial. També hi ha un permís especial anomenat compassionate care leave d'àmbit federal i provincial que permetia estar-se absent fins a vuit setmanes sense salari per encarregar-se d'un familiar greument malalt.

### Japó
Al Japó, es va establir el 2000 un sistema de protecció de model assistencial dins del sistema de la seguretat social. El sistema es caracteritza per cobrir les cures personals amb la seguretat social i l'assistència sanitària és finançada per altra via (impostos), malgrat que hi ha casos que no és clara la diferència entre les dues classes de prestacions.

### Xile
Hi hagué polítiques ministerials dels anys 1999 i 2000 al voltant de la dependència funcional que incloïen la prevenció de la pèrdua de funcionalitat, la rehabilitació comunitària i l'atenció domiciliària de l'[adult postrat major]", aquest últim de difícil èxit per la falta de cuidadors formats i pobres. Un dels programes pretenia alleujar la càrrega per al cuidador.
El 2006 el Ministeri de Salut creà el servei d'atenció domiciliària per a persones dependents perquè abans no existia.
El 2012, tant per iniciativa del govern com per iniciativa privada (Corporación de Investigación, Estudio y Desarrollo de la Seguridad Social CIEDESS), es van estudiar propostes de sistemes d'atenció de llarga durada.
Un article publicat el 2015 explica que a Xile es realitza un examen anual a les persones majors de 65 anys (EMPAM) en el qual es diagnostica el seu nivell funcional (EFAM).

## Models d'atenció a la dependència
L'atenció a la dependència per part de l'Estat del Benestar s'ha exercit seguint un model. Els tipus de models que existeixen són:
- El model de protecció universal per a tots els ciutadans i que es finança mitjançant impostos. És el seguit als països nòrdics i els Països Baixos.
- El model de protecció mitjançant el sistema de seguretat social, mitjançant prestacions econòmiques i de serveis finançats mitjançant cotitzacions, amb possibilitat de finançar-ho amb impostos per a cobrir les prestacions no contributives i/o equilibrar el sistema de manera financera. És seguit als països de l'Europa central.
- El model de protecció assistencial, dirigit sobretot als ciutadans sense recursos i que és finançat amb impostos. És seguit pels països d'Europa del Sud, excepte França, que segueix el primer model.

A més de l'atenció formal als dependents, l'atenció informal ha tingut i té un paper molt important malgrat que insuficient.
Alguns autors, com Leichsenring, defenen que un sistema d'atenció a la dependència que estiga "orientat a la demanda i que concedisca major llibertat d'elecció entre els diferents proveïdors, afavoreix la qualitat i l'eficàcia de l'assistència".

## Models d'estimació d'oferta i demanda d'atenció de llarga durada
Un grup d'investigadors desenvolupà un model per a estimar l'oferta i demanda d'aquests serveis per a majors de 65 anys. El model, anomenat DemoCare, integra la "microsimulació del parentiu amb un model basat en agents (ABM)".